# 国鉄タ2600形貨車
国鉄タ2600形貨車（こくてつタ2600がたかしゃ）は、かつて鉄道省、日本国有鉄道（国鉄）に在籍した私有貨車（タンク車）である。
本形式から改造されて別形式となったタム7400形についても、本記事で解説する。

## タ2600形
1943年（昭和18年）10月8日にタ1600形より3両（タ1601 -  タ1603→タ2600 -  タ2602）の専用種別変更（二硫化炭素→カセイソーダ液）が行われ、形式名は新形式であるタ2600形と定められた。
その後、1948年（昭和23年）1月19日から同年8月30日にかけて総数20両（タ2603 - タ2622）が製造された。
本形式の他にカセイソーダ液を専用種別とする貨車はタム900形（130両）、タキ1400形（104両）、タキ2600形（523両）、タキ2800形（332両）、タキ4200形（252両）等実に29形式が存在した。
落成時の所有者は、曹達工業薬品配給、東洋レーヨン2社であリ、その常備駅は鹿児島本線の枝光駅、東海道本線の石山駅であった。
車体色は黒色、全長は6,100mm、軸距は3,900mm、実容積は8.3m3、自重は9.3t - 10.4t、換算両数は積車2.2、空車1.0であり、走り装置はシュー式または一段リンク式であり、その後は二段リンク式に改造された。
1977年（昭和52年）7月28日に最後まで在籍した5両（タ2614 ,タ2617 -  タ2619,タ2622）が廃車となり、同時に形式消滅となった。

## タム7400形
1959年（昭和34年）11月16日に1両（タ2603）の専用種別変更（カセイソーダ液→濃硫酸）が行われ、形式名は新形式であるタム7400形（タム7400）とされた。その後は1両（タ2604→タム7401）の追加改造工事が行われ、合計2両がタム7400形（タム7400 - タム7401）として運用された。
落成時の所有者は曹達商事であり、その常備駅は上越線の渋川駅であった。1966年（昭和41年）9月29日に常備駅は函館本線の豊沼駅へ移動した。貨物列車の最高速度引き上げが行われた1968年（昭和43年）10月1日ダイヤ改正対応では全車（2両）が北海道内を常備駅としていたことから道内専用とされ、走り装置は改造されることなく運用された。この際識別のため記号に「ロ」が追加されて「ロタム」となり、黄色（黄1号）の帯を巻いている。さらに、北海道内専用を意味する「ロ」を丸で囲んだ通称マルロが使用され、タンク体には同色で「道外禁止」と標記された。
1974年（昭和49年）8月3日に最後まで在籍した1両（タム7400）が廃車となり、同時に形式消滅となった。